# Hot Pants
Hot Pants fue un grupo musical francés formado en 1984, uno de los numerosos grupos que involucran al cantautor francés de ascendencia española Manu Chao y su primo, el baterista Santi. Al igual que con toda la música de Chao, el grupo tenía muchas influencias, sobre todo de The Clash, lo que contribuyó a su sonido rockabilly. El grupo cantaba en Inglés y Español. 
En los 80 Manu ya era un personaje inquieto y con cierta reputación dentro del circuito de los músicos underground parisinos. Entre el 84 y el 85 crea junto a su primo Santiago Cassariego, el guitarrista Pascal y el bajista Jean-Marc, un grupo que llevaba por nombre Hot Pants (aunque primero se llamó Joint de Culasse). El estilo que practicaban era rock n' roll, lleno de energía y según las crónicas era clasificado como una banda de rockabilly, aunque incluía ligeros apuntes latinos. Este grupo grabó un primer sencillo en el 85, «Hot pants», para el sello Goufnaf Mouvement con dos canciones («So Many Times» y «Lover Alone»). Y un LP para All or Nothing en el 86, que llevó por título «Loco Mosquito» y donde el rock and roll anfetamínico dejaba entrever algunos de las señas de identidad de los futuros Mano Negra gracias sobre todo a la inclusión de una versión de Los Chunguitos, «Ay, qué dolor», y otra de Camarón de la Isla, «Rosa María».

## Biografía
Mucha gente piensa que los comienzos de Manu Chao se dan con Mano Negra, pero no es así, antes de esta banda, Manu ya había participado en dos proyectos musicales, que si bien no fueron tan masivos como Mano Negra, tuvieron bastante repercusión en Europa, y musicalmente eran poderosas y contagiosas. La primera fue la banda Hot Pants, que Manu creó con su primo Santi. Empezó todo como una junta de amigos para ganarse algo de dinero tocando en el tren, y terminó como un proyecto serio cuando dieron con más músicos para encararlo. El fanatismo de Manu por gente como Elvis, o Chuck Berry, hizo que Hot Pants tuviera una esencia bastante roquera, llegando incluso a dar con estilos tales como el rockabilly, pero a la vez introduciendo facetas latinas, y ritmos originarios de España, como el flamenco y la rumba.
En 1985, grabaron su primer sencillo con las canciones «So Many Times» y «Lover Alone», como este sencillo tuvo éxito en Europa, grabaron en 1986 (en tan solo dos semanas) el disco «Loco Mosquito» (que fue relanzado en el año 2000) con 13 temas, incluyendo tres covers, «Ay, qué dolor» de Los Chunguitos (grupo de rumba español), «Rosa María» de Camarón de la Isla (una de las mejores voces del flamenco) y «Ma Dear» de Chuck Berry. Hay canciones que se pueden relacionar estrechamente con toda la euforia del rock and roll de los años 50, y otras que van directo a la onda The Clash, con guitarras bien fuertes, y mucho ritmo post-punk. Por eso en muy poco tiempo, luego de realizar muchísimas giras por Europa, se fueron conformando como la banda fuerte de la escena alternativa de Francia y España, alternativa también por estar en medio de una época llena de "pop artificial". La crítica habla de un álbum de rock and roll anfetamínico, divertido y sudoroso.
El final de Hot Pants llega cuando Santi, primo de Manu, decide dar un paso al costado, provocando la separación total de la banda. Igualmente, casi al mismo tiempo se empieza a formar lo que sería Los Carayos, en la cual participarían los 5 músicos más importantes de la música independiente y alternativa francesa: Toni Chao (hermano de Manu) del Chihuahua, el propio Manu, que venía de los Hot Pants, Schultz de los Parabellum, Alain de los Wampas y Hadji-Lazaro de los Garáons Bouchers. Con esta banda lograron introducir las cinco lenguas habladas por los distintos integrantes, en las canciones: castellano, francés, inglés, gallego y alsaciano. Con la separación de Los Carayos, vendría la formación del gran fenómeno Mano Negra.

## Miembros
- Manu Chao: guitarra/voz
- Pascal Borgne: guitarra
- Jean-Marc: bajo
- Santi: batería

## Discografía
Demo
- 1984: Demo (Casete con los temas «Mala Vida», «Ready» y «Give It Up»)

Sencillo
- 1985: So many nites (Sencillo de 45 RPM con los temas «So Many Times» y «Lover Alone»)

Recopilatorio
- 1985: Hot Chicas (Compilación con otros 2 grupos Los Carayos y Chihuahua. Contiene los temas «Rosamaria», «Blue Jeans Talk» y «I'm Ready»)

Álbum de estudio
- 1986: Loco Mosquito